# Osteospermum sinuatum
Osteospermum sinuatum es una especie de planta floral del género Osteospermum, tribu Calenduleae, familia Asteraceae. Fue descrita científicamente por (DC.) T. Norl.
Se distribuye por África: Sudáfrica (en la provincia del Cabo) y Namibia.